# Суэро, Хуан
Хуан Сеферино Суэро-и-Кармона (исп. Juan Ceferino Suero y Carmona; 1808, Сан-Кристобаль — 19 марта 1864, Сантьяго), также известный под прозвищем Чёрный Сид (исп. Cid Negro), — доминиканский военачальник, участвовавший в Доминиканской войне за независимость. Впоследствии он воевал на стороне Испании в Доминиканской войне за восстановление независимости, во время которой и погиб, получив пулевое ранение в битве при Пасо-дель-Муэрто.

## Ранние годы
Хуан Суэро родился в 1808 году в Сан-Кристобале в семье Сеферино Суэро и Марии Хосефы Кармоны (ла Рубиа). И отец, и мать Хуана были африканского происхождения. Воспитывал Хуана отец Хесус Фабиан Айяла-и-Гарсия, участвовавший в испанского завоевания Санто-Доминго и служивший приходским священником в Сан-Кристобале с 1820 года. Во время гаитянской оккупации Санто-Доминго Суэро отказался поступать на военную службу, решив вместо этого перебраться в Сибао.

## Военная карьера

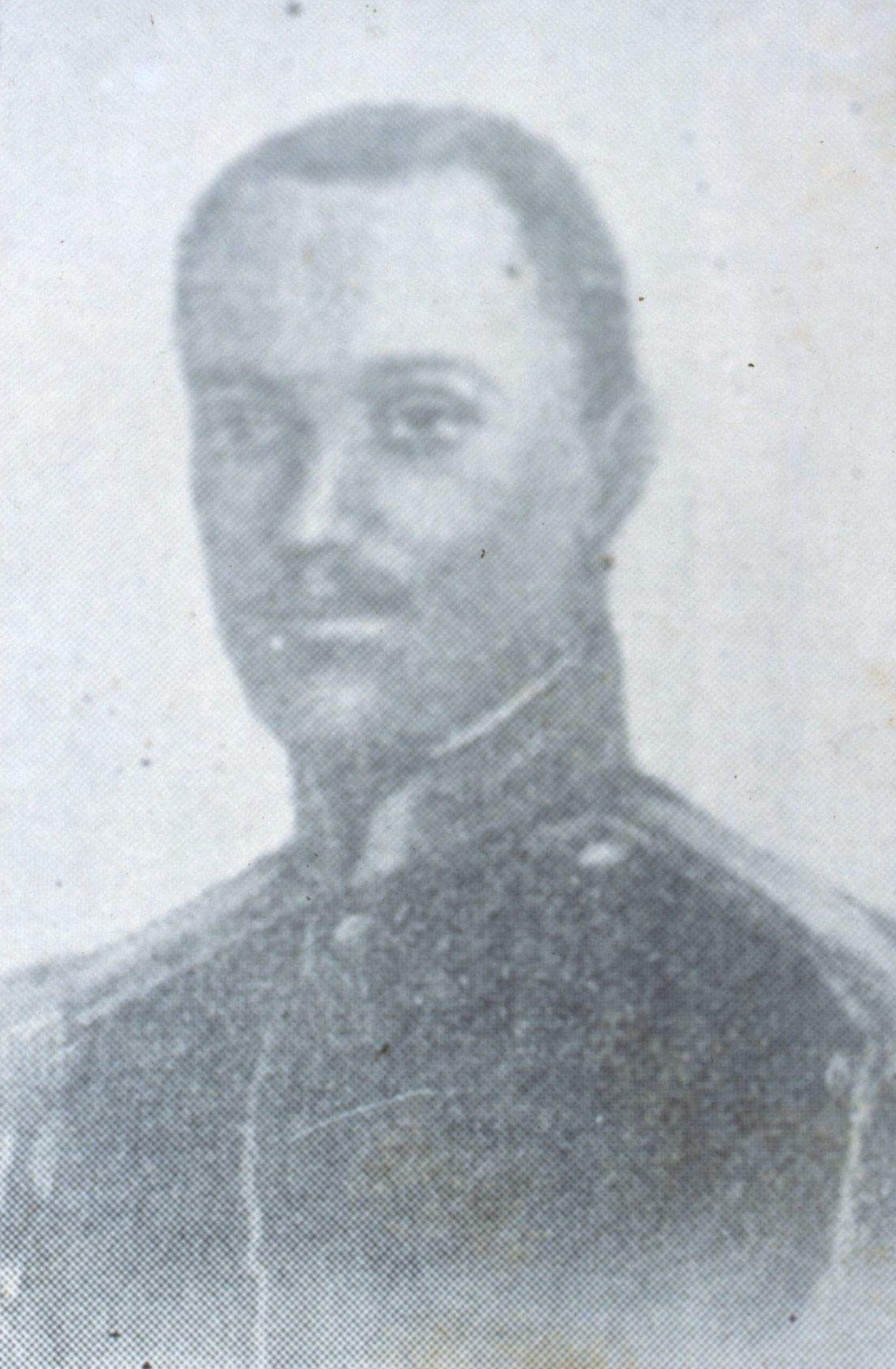
Суэро в молодости

Во время Доминиканской войны за независимость Суэро командовал батальоном в сражении при Сабана-Ларге (24 января 1856 года) против войск гаитянского императора Фостена I.
Когда в ходе революции 1857 года положение Буэнавентуры Баеса на посту президента Доминиканской Республики стало крайне шатким, Суэро по приказу генерала Матиаса Рамона Мельи сумел вытеснить Парментье из укрепления в Самане и в конце кампании был произведён в бригадные генералы. Вскоре после этого он приобрёл поместье в Лос-Льянос-де-Пересе, где занялся выращиванием сахарного тростника.
18 марта 1861 года было провозглашено присоединение Доминиканской Республики к Испании, Суэро в этот момент занимал должность военного начальника Моки. Когда в этом городе произошло вооружённое восстание против Педро Сантаны и испанцев, Суэро, переодевшись, проник в ряды мятежников и сумел взять ситуацию под контроль. Несколько месяцев спустя он перешёл в командование Пуэрто-Платы.
В результате восстаний в Сантьяго и Гуаюбине в феврале 1863 года, которые переросли в Доминиканскую войну за восстановление независимости, Суэро сопровождал испанского бригадного генерала Мануэля Бусету, когда тот продвигался через Монте-Кристи. Спустя несколько дней он вернулся на свою позицию, поскольку в его присутствии возле генерала не было необходимости. После события, известного как «Клич Капотильо» и произошедшего 16 августа, Хуан Суэро покинул Пуэрто-Плату, чтобы усилить гарнизон Сантьяго, окружённый доминиканскими патриотами, и направился к форту Сан-Луис. Противник отреагировал быстро, и испанцы покинули территорию, направившись в Пуэрто-Плату, где Суэро оставался в течение месяца, сражаясь с повстанцами в соседних кантонах. Затем он отправился в Санто-Доминго, чтобы присоединиться к лагерю Гуанума. Будучи военным начальником форта Сан-Антонио-де-Гуэрра, Суэро отправился на разведку подведомственной ему территории, и, добравшись до переправы через реку Ябакао, столкнулся с войсками одного из лидеров доминиканских патриотов — Грегорио Луперона. Завязалась кровавый бой, в которой ни одна из сторон не могла одержать победу. Суэро оставил место боя в самый его разгар, и пока он обсуждал обстановку со своими офицерами, пуля серьёзно ранила его.